# Svetište Atotonilco
Svetište Atotonilco, punog naziva Svetište Isusa Nazarećanina u Atotonilcu (šp. Santuario de Jesús Nazareno de Atotonilco) je katoličko svetište iz 18. stoljeća u meksičkoj državi Guanajuato u središnjem Meksiku, oko 14 km od grada San Miguel de Allende. Ono je jedno od najljepših i najoriginalnijih građevina barokne arhitekture Nove Španjolske. 
Otac Luis Felipe Neri de Alfaro osnovao je Svetište Isusa Nazarećanina u selu Atotonilco 20. srpnja 1748. godine, s ciljem okončanja čestih pljački i ubojstava, počinjenih na tom području, uvođenjem kršćanskog odgoja. Izgradnja monumentalnog kompleksa je otpočela 3. svibnja 1740., a potrajala je do 1763. godine. Od tada je svetište postalo mjesto hodočašća iz drugih dijelova zemlje i kontinenta. 
Glavni temelj za osnutak ovog svetišta bili su akademski i teorijski rad oca Alfara, kao i katolički duh protureformacije Tridentskog sabora, od dva stoljeća prije. Svetište se sastoji od velike barokne crkve i nekoliko manjih kapela koje u svom tlocrtu pokušavaju pratiti obrise Bazilike svetoga groba u Jeruzalemu. Uz njih se nalazi golema kuća za duhovne vježbe koje se temelje na doktrinama Sv. Ignacija Lojolskog. Unutrašnjost su uljenim slikama ukrasili Rodriguez Juárez, te freskama Miguel Antonio Martínez de Pocasangre, a koje se drže za vrhunac „meksičkog baroka”. Lokalni umjetnik Miguel Antonio Martínez de Pocasangre je trideset godina slikao zidne slike koje bez reda slijede jedna drugu kako bi prekrile svu zidnu površinu.
Zbog popularnosti Guadalupe Gospe koja potječe iz Atotonilco svetišta, ono se smatra nacionalnom povijesnom znamenitošću. Atontolico svetište je, zajedno s obližnjim gradom San Miguel de Allendeom, upisano na UNESCO-ov popis mjesta svjetske baštine u Sjevernoj Americi 2008. godine kao „izuzetan primjer razmjene između europskih i latinoameričkih kultura, čija arhitektura i uređenje interijera svjedoče o utjecaju nauka Sv. Ignacija Lojolskog”.
- Središnji brod
- Svod središnjeg broda
- Glavno svetište Svetog groba (Santo Sepulcro)
- Svod grobnice (bóveda)
- Zidna slika

## Vanjske poveznice
- Fotografije na UNESCO-ovim službenim stranicama  Arhivirana inačica izvorne stranice od 5. veljače 2012. (Wayback Machine) (engl.)